# Фольборт Георгій Володимирович
Георгій (Юрій) Володимирович Фольборт  (4 лютого 1885 — † 17 квітня 1960) — російський і український фізіолог, учень Івана Павлова, академік АН УРСР (з 1951), завідувач кафедри нормальної фізіології Харківського медичного інституту і Київського медичного інституту, завідувач відділами Інституту біохімії АН УРСР й Інституту клінічної фізіології. Досліджував роботу центральної нервової системи.

## Біографія
Вихідець з освіченої родини німецького походження. Дід Олександр Федорович Фольборт був відомим лікарем, хіміком, палеонтологом, членом-кореспондентом Імператорської академії наук. Батько Володимир Олександрович (1838—1889) був надвірним радником, працював у міністерстві фінансів, збирав старожитності і книжки.

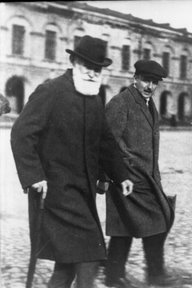
Фото Івана Павлова і Георгія Фольборта

Георгій отримував освіту вдома, після чого вчився у Петропавлівській німецькій гімназії, яку закінчив 1903 року. Тоді ж поступив до Петербурзької Військово-медичної академії. В академії йому особливо сподобалися лекції Івана Павлова. З другого курсу він стає асистентом Павлова під час лекцій та лабораторної роботи. Першою опублікованою роботою Фольборта стала стаття «Матеріали до фізіології умовних рефлексів» (1908), яка була його першою самостійною роботою з фізіології травлення та його нервової регуляції. У 1909 році він отримав диплом лікаря з відзнакою. Павлов залишив випускника інститутським лікарем на кафедрі фізіології. Під керівництвом Павлова Фольборт виконав роботу з дослідження утворення умовних рефлексів у відповідь на гальмування і захистив її як дисертацію (Гальмівні умовні рефлекси), отримавши ступінь доктора медицини у 1912 році.
Відтоді Фольборт став асистентом кафедри фізіології Військово-медичної академії, а з 1914 року — прозектором. У 1916 році його призначили професором кафедри фізіології Стебутівських сільськогосподарських жіночих курсів, а у 1918 році, коли ці курси було перетворено на повноцінний інститут — проректором і ректором інституту. До 1926 року Фольборт продовжував викладати у Військово-медичній академії, а у 1925 році тимчасово завідував кафедрою фізіології. Також не полишав роботи у лабораторії Павлова. Коли 1923 року влада передала в розпорядження Павлова маєток Колтуші, розташований під Ленінградом, той призначив Фольборта завідувати цією експериментальною базою.
У 1926 році за рекомендацією академіка Павлова Вчена Рада Харківського медичного інституту обрала Фольборта завідувачем кафедри нормальної фізіології. Під час роботи в Україні з 1928 по 1934 рік Фольборт організував 8 фізіологічних лабораторій в Українському інституті праці, Українському інституті експериментальної медицини, Українському психоневрологічному інституті, Українському інституті харчування, Українському рентгено-радіологічному інституті, Українському інституті охорони материнства і дитинства, Українському органотерапевтичному інституті. Довгий час був завідувачем відділу фізіології травлення в Українському органотерапевтичному інституті.

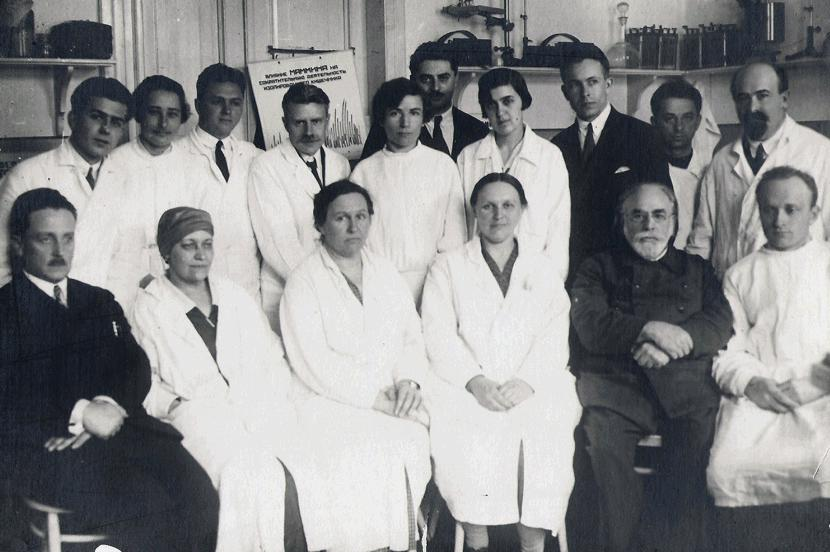
Співробітники Українського органотерапевтичного інституту в Харкові. Сидять (зліва направо) Георгій Фольборт, О. Н. Філіпова (співробітник фармакотерапевтичного відділення), З. Є. Щавинська (зав. науково-виробничим сектором), Єлизавета Приходькова (завідувачка фізіологічним відділенням), Василь Данилевський (директор), М. М. Денисенко; стоять (зліва направо) Б. А. Вартапетов (співроб. фізіологічного від.), П. А. Вялкова (співроб. від. травлення), Анатолій Воробйов (співробітник відділу травлення), Г. В. Тутаєв (зав. фармакотерапевтичним від.), Вінокуров, В. Д. Епштейн (співроб. біохімічного від.), А. А. Ліндберг, Г. Л. Ейнгорн (зав. гормоно-хімічної лаб.)

У 1929 році виступав разом із Павловим з доповіддю про умовні рефлекси на XIII Міжнародному конгресі фізіологів у Бостоні, також робив доповідь на V Міжнародному конгресі психологів США. Читав лекції в клініці Мейо в Рочестері, у психіатричній клініці в університеті Джона Гопкінса в Балтиморі.
У 1934 році Георгія Фольборта обрано членом-кореспондентом АН УРСР. 1935 року був секретарем XV Міжнародного конгресу фізіологів у Москві та Ленінграді, де головував академік Павлов.
У 1942 році Фольборту присуджено премію імені І. П. Павлова за досягнення в галузі дослідження проблеми виснаження і відновлення функціональних потенціалів.
Під час Другої світової війни, знаходячись з 1-м Харківським медичним інститутом у м. Чкалові (Оренбург), Георгій Володимирович проводив консультації з питань авіаційної медицини та фізіології у Військовій академії командного і штурманського складу, наукову роботу в госпіталях, створив у Чкалові науково-технічний комітет допомоги армії .  
1946 року Фольборт на запрошення Президії АН УРСР переїхав до Києва, де очолив відділ фізіології Інституту біохімії АН УРСР і водночас став завідувачем кафедри нормальної фізіології Київського медичного інституту. 1949 року він перйшов з Інституту біохімії до Інституту клінічної фізіології, де очолив відділ фізіології вищої нервової діяльності.
У червні-липні 1950 року брав участь у так званій «павловській» сесії АН СРСР і АМН СРСР у Москві, де було засуджено радянських фізіологів Леона Орбелі, Івана Беріташвілі, Ліну Штерн, Петра Анохіна як відступників від «павловського вчення». Навздогін московським подіям у Києві в листопаді 1950 року було організовано сесію АН УРСР, де Фольборт зіграв одну з головних ролей у розгромній критиці школи Олександра Богомольця, електрофізіолога Данила Воронцова, фізіолога Євгена Бабського, патофізіолога Макса Губергріца, невролога Григорія Маркелова, психолога Григорія Костюка.
За ініціативою вченого в 1951 році засновано журнал «Вопросы физиологии» (з 1954 р. має назву «Фізіологічний журнал»), він став його головним редактором.
З 1951 року Георгій Фольборт обраний академіком АН УРСР. Також нагороджений званням Заслуженого діяча науки УРСР, орденом Леніна (1953).
Помер у Києві в 1960 році.

## Наукова діяльність
Фольборт зробив величезний внесок у розвиток вітчизняної і світової фізіології. Наукові дослідження академіка присвячені проблемам фізіології вищої нервової діяльності, травлення, та фізіології процесів втоми і відновлення. В результаті проведених досліджень були одержані цінні дані для розвитку науки, клініки і дієтики

### Роботи з травлення
У перших роботах з фізіології травлення Фольборт за допомогою розробленого ним методу подвійної жовчної фістули спостерігав за виходом жовчі у дванадцятипалу кишку під час травлення і натщесерце у однієї й тієї ж тварини. Він довів, що у голодної тварини вся жовч поступає з печінки у жовчний міхур, а після прийому їжі — до кишечнику. Також Фольборт відкрив наявність гормону секретину в кишковому соку.

### Виснаження і відновлення
Сформулював так звані «правила Фольборта», що характеризують виснаження і відновлення після фізичного навантаження. Перше з них: «Працездатність органа не є його постійною властивістю, а визначається у кожний момент рівнем, навколо якого коливається баланс процесів виснаження і відновлення».
Г. В. Фольборт на 1953 рік був автором понад 130 наукових праць, виховав 45 кандидатів наук і 25 докторів наук.
Учнями та послідовниками Фольборта були Володимир Фролькіс і Микола Путілін.

## Наукові публікації
- Фольборт, Г. В. К методике наблюдения над секрецией желчи и над выходом в 12-перстную кишку // Рус. физиол. журн. — 1917. — Т. 1, вып. 1-2; — С. 63.
- Об истощении слюнных желез при их деятельности // Рус. физиол. Журн. — 1924. — Т. 7, вып. 1-6, — с. 113
- Фольборт, Г. В. «Резкое повышение пищевой возбудимости у собак, подкармливаемых в камере без применения условных раздражителей.» Тр. Укр. психоневрологического ин-та 21 (1932): 99-107.
- Фольборт Г. В. Фізіологія. Лекції / Г. В. Фольборт ; Всеукраїнський інститут заочної медичної освіти, Заочний медичний інститут. — Харків: Медвидав, 1933. — 295 с. з розд. паг. — Вид. конволют, що складається з 22 вид
- Фольборт, Г. В. «Физиологические изменения работоспособности элементов полушарий головного мозга.»." Физиологический журнал СССР 19.1 (1935).
- Фольборт, Г. В., and А. В. Семернина. «Изменение работоспособности центральных элементов, обеспечивающих высшую нервную деятельность, при старении у собак.» Старость: Тр. конф. но пробл. генеза старости и профилактики преждеврем. старения организма (Киев, 17—19 дек. 1938 г.). Киев. 1939.
- Физиологическая картина процессов истощения и восстановления органов // Физиология процессов истощения и восстановления / Под ред. Г. В. Фольборта. — Харьков, 1941
- Фольборт Г. В. Адаптационно-трофическое влияние симпатической нервной системы на железистые органы // Физиол. журн. СССР, — 1947. — т. 33, № 5, с. 627
- Фольборт Г. В. Состояние и задачи развития на Украине научного наследия И. П. Павлова. Доклад на научной сессии Академии Наук УССР с участием работников здравоохранения, посвященной вопросам развития физиологического учения акад. И. П. Павлова в республике 1-3 ноября 1950 г./ Г. В. Фольборт. — Киев: Изд-во АН УССР, 1950. — 43 с
- Фольборт, Г. В. (1951). Новые факты и соображения к учению И. П Павлова о высшей нервной деятельности. Журнал высшей нервной деятельности им. ИП Павлова, 1(3), 124
- Фольборт, Г. В. «Физиология процессов утомления и восстановления.» Сб. под ред. ГВ Фольборта, Киев (1951).
- Фольборт, Г. В. «Система чередования утомления и отдыха как физиологическая основа тренировки.» Врачебный контроль в процессе спортивного совершенствования. М (1952): 61-65.
- Значение процессов истощения и восстановления в нормальной и патологической деятельности желудочно-кишечного тракта в книге: «Труды научного совещания по проблеме физиологии и патологии пищеварения», М.—Л.: 1954;
- Фольборт, Г. В. «Принципиально новое в изучении процессов утомления и восстановления.» Тезисы докладов на II конференции по физиологии труда. Киев. 1955.
- Фольборт, Г. В.Физиология нервных процессов — Киев: 1955.·Фольборт, Г. В. Патология сердечно-сосудистой системы в клинике и эксперименте — Киев: 1956;
- Фольборт, Георгий Владимирович, ed. Вопросы физиологии процессов утомления и восстановления. Изд-во Академии наук Укр. ССР, 1958.
- Фольборт, Г. В. «Об основных закономерностях взаимоотношения процессов утомления и восстановления.» Процессы утомления и восстановления в деятельности организма.—К.: Госмедиздат УССР (1958): 3-10.
- Фольборт, Г. В. (1962). Физиологическая картина процессов истощения и восстановления органов. Избранные труды. Ред. кол.: Н. И. Путилин (отв. ред.) и др. -Киев: Изд-во АН УССР, 293—309.
- Фольборт Г. В.  Избранные труды [Текст]: для физиол., патол. и клиницист. / Г. В. Фольборт ; Акад. наук УССР, Ин-т физиологии им. А. А. Богомольца. — Киев: Изд. акад. наук УССР, 1962. — 455 с. : ил.

### Роботи за редакцією Фольборта
- Вопросы физиологии процессов утомления и восстановления [Текст] / Институт физиологии им. А. А. Богомольца ; отв. ред. Г. В. Фольборт. — Киев: Издательство Академии наук Украинской ССР, 1958. — 244 с.
- Завилянський І. Я. І. М. Сєченов [Текст] / І. Я. Завилянський ; ред. Г. Б. Фольборт. — Київ: Держ. мед. видав. УРСР, 1950. — 72 с. — (Визначні російські лікарі).
- Проблема межнейронных и нейротканевых отношений [Текст]: [сборник статей] / Академия наук Украинской ССР ; ред. Г. В. Фольборт. — Киев: Издательство Академии наук Украинской ССР, 1953. — 226 с.
- Процессы утомления и восстановления в деятельности организма [Текст]: труды кафедры нормальной физиологии / Киевский ордена Трудового Красного Знамени медицинский институт им. А. Богомольца ; ред. Г. В. Фольборт. — Киев: Государственное медицинское издательство УССР, 1958. — 352 с.
- Условные рефлексы. Процессы истощения и восстановления высшей нервной деятельности [Текст] / Украинский психоневрологический институт ; ред. Г. В. Фольборт. — Киев ; Харьков: Государственное медицинское издательство, 1946. — 270 с. — (Труды Украинского психоневрологического института ; том XVII).
- Физиология процессов утомления и восстановления [Текст]: сборник трудов конференции кафедры нормальной физиологии / Киевский ордена Трудового Красного Знамени медицинский институт им. акад. А. А. Богомольца ; ред. Г. В. Фольборт. — Киев: Государственное медицинское издательство УССР, 1951. — 156 с.
- Первая сессия по вопросам физиологии, клиники и морфологии пищеварительной системы, посвященная памяти И. П. Павлова, 28 ноября — 1 декабря [Текст] / отв. ред. Г. В. Фольборт, А. М. Гаспарьян ; Первый Харьковский медицинский ин-т, Отделение Украинского физиологического общества. — Х. : [б.и.], 1938. — 54 с.